# Alexander Köckert (Schauspieler, 1821)
Alexander Köckert, auch Alexander Kökert (* 16. Februar 1821 in Teplitz; † 18. August 1869 in Miltitz) war ein deutscher Theaterschauspieler.

## Leben
Köckert war ein Sohn wohlhabenden Eltern. Er studierte zunächst auf Wunsch seines Vaters Medizin. Nach dem Tod seines Vaters entschied er sich zur Bühne zu gehen. Ohne dass er für diesen Beruf vor- oder ausgebildet war, gab er in Budweis sein Bühnendebüt. Von dort kam er nach Klagenfurt und wurde 1843 am Königlichen Hoftheater in Dresden engagiert. Er widmete sich dem Liebhaberfach, fand aber eine so große Anzahl an Mitbewerbern für diese Rollen, dass er fast gar nicht beschäftigt wurde. Daher zog er 1844 an das Stadttheater nach Breslau und bald darauf weiter nach Prag, wo seine Schwester zu dieser Zeit eine geschätzte Sängerin an der Prager Oper war. 1845 bewarb sich Köckert als Kandidat für das Fach eines zweiten jugendlichen Helden und Liebhabers und gab sein Debüt als „Rudolph von Thürmer“ in dem Lustspiel „der Landwirth“. 1846 erhielt er ein Engagement in Kassel. Nachdem er sich in den folgenden drei Jahren in Deutschland durch Gastspieltouren einen Ruf erworben hatte, wurde Köckert 1848 ans Wiener Hofburgtheater berufen. Es kam jedoch aufgrund der beginnenden Revolution zu keinem Engagement, so dass er 1849 nach Hamburg übersiedelte. Bis 1855 wirkte er dort mit gutem Erfolg, als er von Roderich Benedix zur Annahme eines Engagements in Frankfurt am Main angehalten wurde. Dort stand er von 1855 bis 1858 neben Fanny Janauschek, Friedrich Haase, Emil Schneider und Auguste Liebich auf der Bühne.  Es folgte ein Ruf Rudolph Wirsings an das Theater der Stadt Leipzig. 1861 unternahm er eine Gastspielreise, die ihn nach Prag und an das Hoftheater in Mannheim führte und kam 1863 nach Sankt Petersburg. An der dortigen deutlicher Bühne war er bis zu seinem Tod engagiert. Zuletzt trat er in älteren Heldenrollen auf.
Zu seinen Rollen, die anfänglich überwiegend in der Darstellung jugendlicher Liebhaber bestand, gehörten später Charakterrollen wie „Esser“, „Götz von Berlichingen“ oder „Wallenstein“. Im Stadttheater in Düsseldorf war er unter anderem in der Gastspielen  Faust (6. März 1861), Das Käthchen von Heilbronn. (25. März 1861), Der Fechter von Ravenna (27. März 1861) und Don Carlos, Infant von Spanien. (12. April 1861) zu sehen.